# Alberto Mottini
Alberto Mottini (Pavia, 26 ottobre 1958 – Malnate, 9 luglio 2018) è stato un cestista italiano.

## Carriera
In Serie A ha vestito le maglie di Varese, Genova, Novara, Roma e Napoli. In Serie B ha vestito le maglie di Pordenone, Pescara e Casorate Sempione.

## Palmarès
- Campionato italiano: 1

Pall. Varese: 1976-77
- Coppa dei Campioni: 1

Pall. Varese: 1975-76
- Coppa delle Coppe: 1

Pall. Varese: 1979-80